# نيكو سميث
نيكو سميث (بالإنجليزية: Nico Smith)‏ هو مبشر جنوب أفريقي، ولد في 1929، وتوفي في 19 يونيو 2010 بسبب نوبة قلبية.